# Полковничий
Полковничий (Полковничье) — хутор в Туапсинском районе Краснодарского края.
Входит в состав муниципального образования «Джубгское городское поселение».

## География
Хутор расположен в горно-лесной зоне, в верховьях реки Джубга, у впадения в неё правых притоков Каменнистая и Полковничий (Люлькина Щель). Находится в 12 км к северу от посёлка Джубга и в 70 км к северо-востоку от Туапсе.
Восточнее села проходит федеральная автотрасса Краснодар—Джубга (М4, Е592).
Единственная улица — Лесная.

## История
Населённый пункт основан в 1866 году. 

## Население
| 1999 | 2002 | 2010 |
| ---- | ---- | ---- |
| 65   | ↘57  | ↗58  |

## Экономика
Имеется садовое товарищество «Горянка».